# Jacobus Petri Chronander
Jacobus Petri Chronander, född i Tierps socken, död 20 april 1694 i Visby, var en svensk dramatisk författare, häradshövding, borgmästare och guvernör.

## Biografi
Chronander var elev vid Katedralskolan, Skara och togs in som student vid Åbo akademi 1643 där han studerade juridik och fick juris licentiatgrad. Efter auskultationer i Åbo hovrätt lämnade han Finland hösten 1651 och ska först ha varit justitieadministrator i Pommern och utsågs därefter till häradshövding på Gotland 1660 och borgmästare i Visby 1661. Han fick avsked från borgmästarebefattningen 1667 men verkar trots det ha haft kvar ämbetet fram till sommaren 1669. Han var ledamot av kommissorialrätten i Stockholm angående trolldomsväsendet 1676—1677 under det stora oväsendet och häxprocessen i Katarina och ad interim guvernör på Gotland 1679. Chronander avsattes 1689 från tjänsten som häradshövding på grund av påstått tjänstefel samt ålder och skröplighet men blev rehabiliterad och återinsattes 1692.
Jacobus Petri Chronander och hans studiekamrat Petrus Petri Torpensis förblev från tiden i Åbo "de bästa vänner och ständigt söka hvarandras sällskap" - de bägge poetiskt intresserade skriftställarna beskrevs som till karaktären lika varandra - där även Daniel Juslenius ingick från studieåren i Åbo. Bägges leverne beskrevs utförligt i Professorer och studenter. Berättelse från Åbo på 1660-talet (1888) av Rafael Hertzberg, där bland annat Jakob Wolle antyds som en antagonist.

### Författarskap
Chronander är främst känd för eftervärlden genom sitt författarskap. Under studietiden i Åbo 1643-51 skrev han två skådespel, Surge eller Flijt och oflitighetz skodespegel (1647) och Bele-snack - innehållandes om gifftermåhl och frijeri åthskillelliga lustige discurser och domar (1649). Det senare är ett skoldrama fortfarande med en ganska moraliserande tendens från de äldre förebilderna, men visade vägen mot det som senare kom att utvecklas till studentspexen. Ett lovtal över Västergötland på latin har senare översatts till svenska. Chronanders pjäser utgavs i nytryck av Per Hanselli i Samlade vitterhetsarbeten 1876.

### Återutgivning
- Samlade vitterhetsarbeten af svenska författare från Stjernhjelm till Dalin. 21, Jacob Chronander, Joseph Cherbærus, Petrus Laurbeccius, Erik Kolmodin, Joh. Beronius, Christofer Moræus. Upsala: Hanselli. 1876. sid. 1-200. Libris 600782. https://runeberg.org/svsf/21/0005.html - Även utgivet som särtryck:  Tvenne komedier : [Surge eller Flijt- och oflijlighetz skodespegel samt Bele-snack]. Upsala: Hanselli. 1877. Libris 1596212